# Parornix compsumpta
Parornix compsumpta är en fjärilsart som beskrevs av Paolo Triberti 1987. Parornix compsumpta ingår i släktet Parornix och familjen styltmalar.
Artens utbredningsområde är Grekland. Inga underarter finns listade i Catalogue of Life.